# Cim de Gelàs
El Cim de Gelàs és un cim fronterer situat a la cadena dels Alps, al massís del Mercantour-Argentera, entre els Alps Marítims (regió Provença-Alps-Costa Blava, França) i la província de Cuneo (Piemont, Itàlia). La seva particular geomorfologia permet una ascensió relativament fàcil, com ho demostra l'obertura de la via Normal l'any 1864.

## Toponímia
El nom del cim prové del verb gelà que significa "congelar" en provençal/niçard i fa referència a les antigues glaceres situades a tots els seus flancs i desaparegudes en gran part durant el segle xx.

## Geografia

### Situació
Amb els seus 3.143 mètres d'altitud, dins del massís alpí del Mercantour-Argentera, el cim del Gelàs és el punt més alt del parc nacional del Mercantour i del departament francès dels Alps Marítims. Cim fronterer, és tanmateix superat per la muntanya Argentera, al vessant del Piemont (Itàlia), gairebé 150 mètres més alta.

### Hidrografia
A la cara nord de la serra de Gelàs (per tant al seu vessant italià) queda una petita glacera suspesa que representa la resta del que va donar nom a aquesta muntanya. Juntament amb les petites glaceres dels cims veïns (Chaffrion, Muraion, Malédie i Clapier), la glacera de Gelàs (almenys el que en queda) es troba entre les glaceres més meridionals de tots els Alps.

### Geomorfologia
La muntanya, composta de gneis, es reconeix fàcilment per la seva punta bífida. El cim nord és el més alt, el més accessible i ofereix la millor vista. Hi ha una Mare de Déu tallada en fusta així com una creu erigida pels sacerdots de Coni (Cuneo), i a la seva base un llibre de visites. Els dos cims estan separats per una bretxa, anomenada sella de Gelàs, de la qual baixen dos corredors a banda i banda. Al vessant francès, des de la vall de la Madone de Fenestre, només es veu el corredor de ponent, el més costerut.

## Història
La primera ascensió la va fer el 17 de juliol de 1864 el comte Paolo di Saint-Robert. Va pujar al cim pel corredor est, conegut avui com la via normal. Víctor de Cessole va fer la primera hivernal trenta-dos anys després, l'11 de febrer de 1896. A més, el cim de Gelàs es troba prop del coll de Fenestre, que era un dels passos de la ruta de la sal.

## Activitats

### Alpinisme
La via normal, pel corredor est, té la qualificació F (fàcil) en escalada i pot presentar riscos de caiguda de pedres. Més accessible, el balcó de Gelàs, una carena rocosa situada a l'est del cim, ofereix també una bonica panoràmica d'ambdós costats. Pel vessant italià, l'ascens, qualificat PD (poc difícil), es fa pel vessant nord des del refugi de Sòria. Per la banda francesa, se sol fer des del refugi de la Madone de Fenestre.
El Gelàs també presenta altres rutes d'interès, reservades als muntanyencs experimentats:
- via Lasserre-Pistone, per l'espatlla sud (D+)
- ruta de l'aresta sud (AD);
- travessa de les carenes WSW → NE (PD).

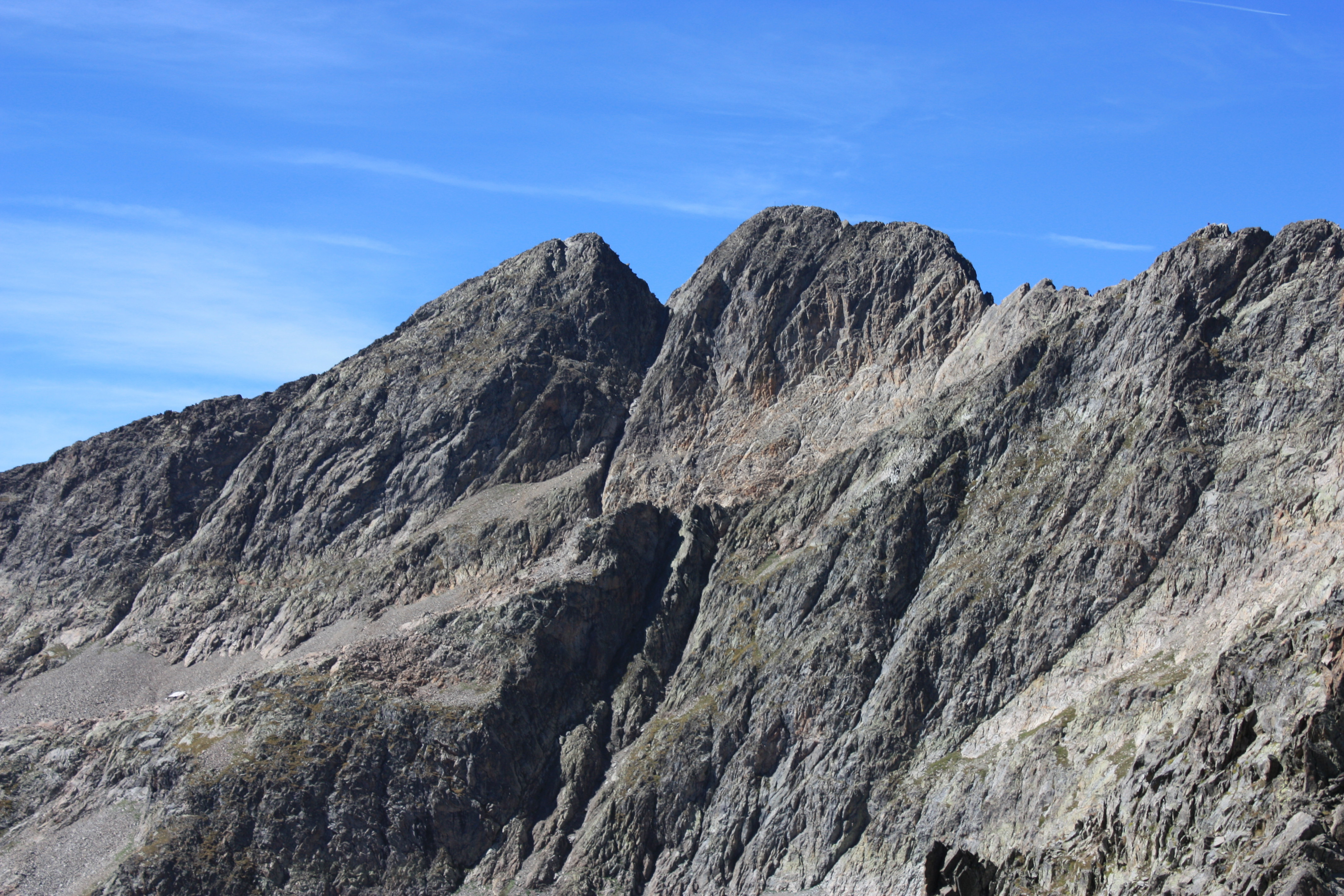
Couloir est vu depuis le sommet du Clapier.
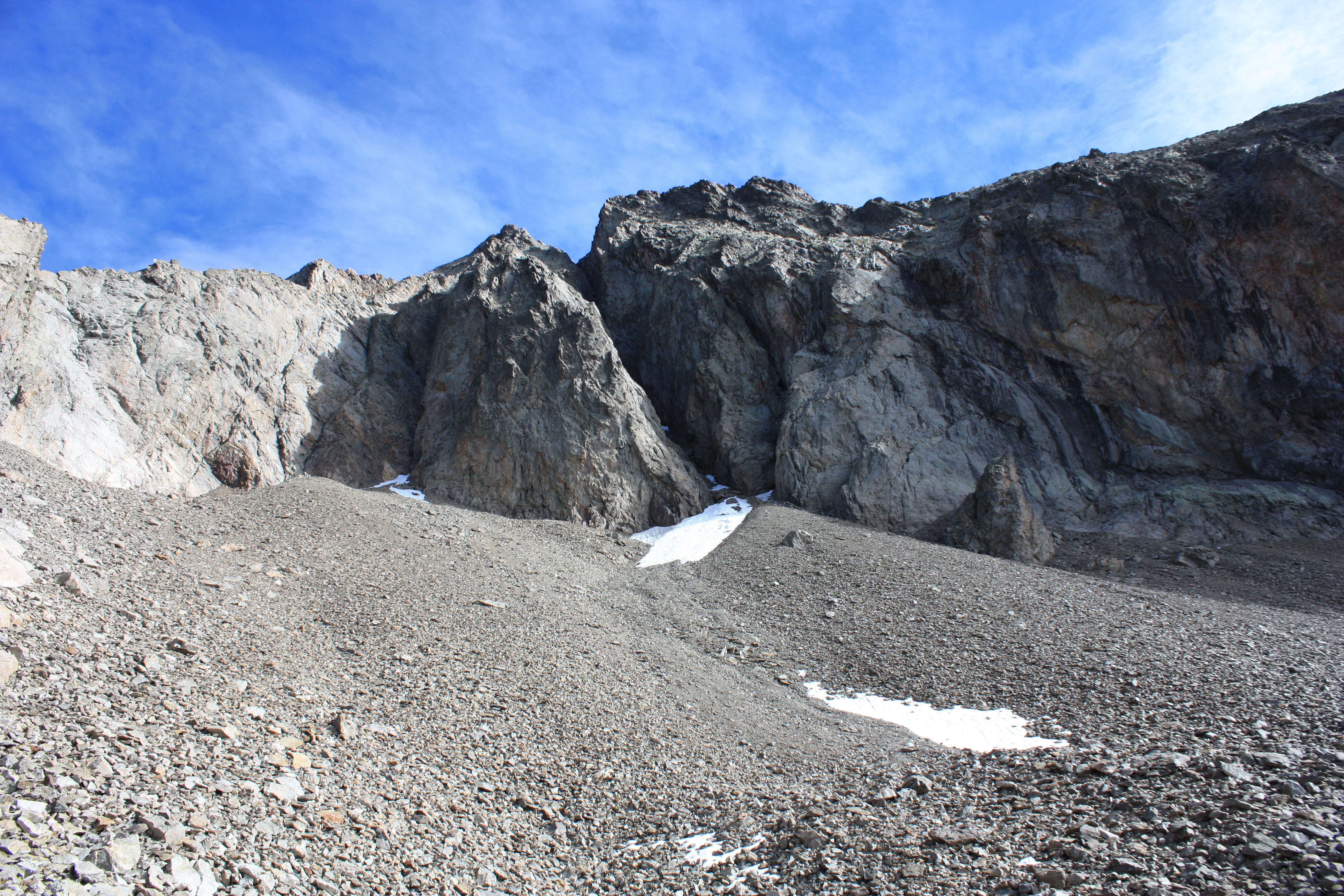
Couloir ouest.
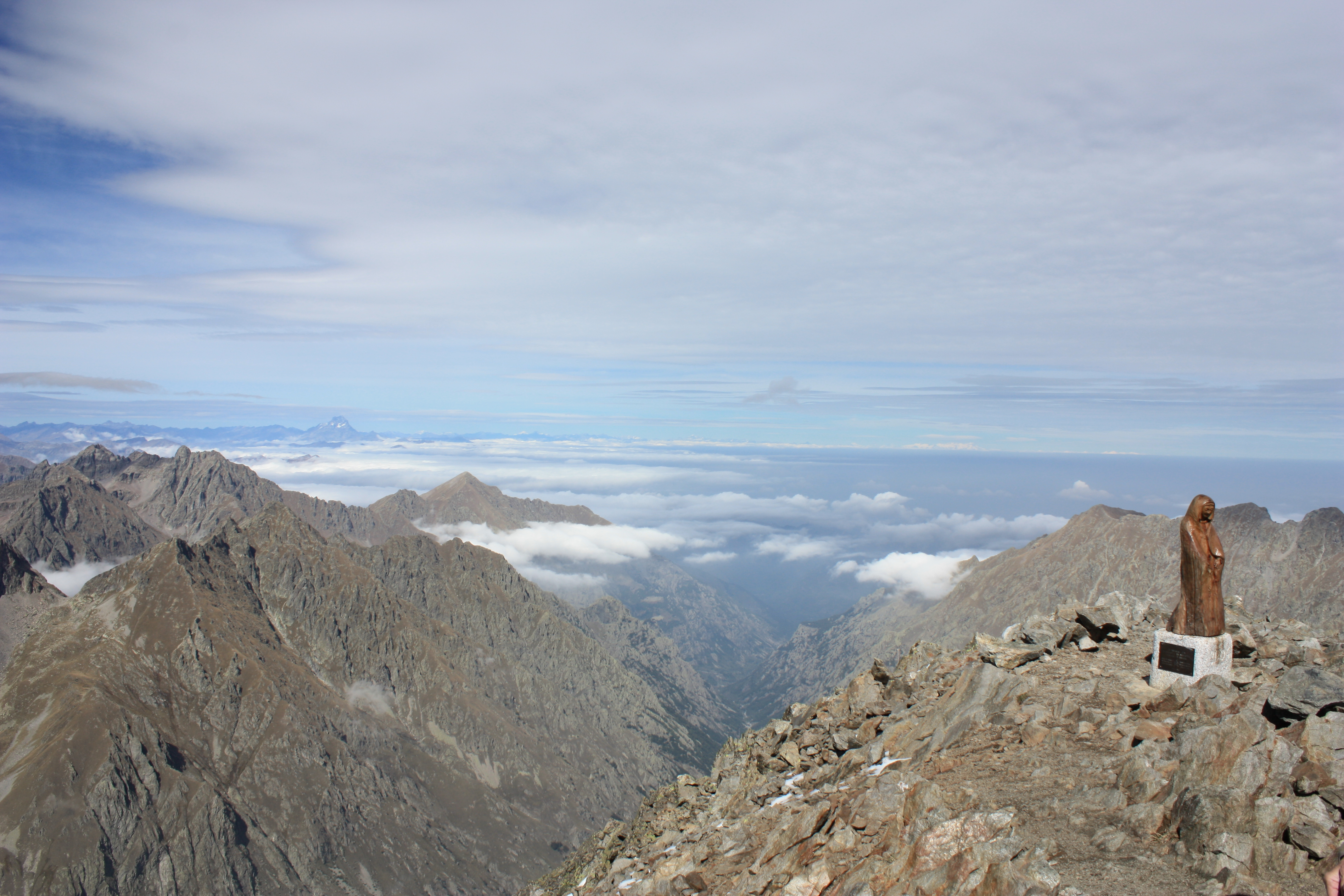
Vierge en bois, au sommet.

### Altres esports
Des de l'any 2010 se celebra una competició de ciclisme-esquí-alpinisme al Gelàs amb sortida a Niça pel Passeig dels Anglesos i amb arribada al balcó de Gelàs.

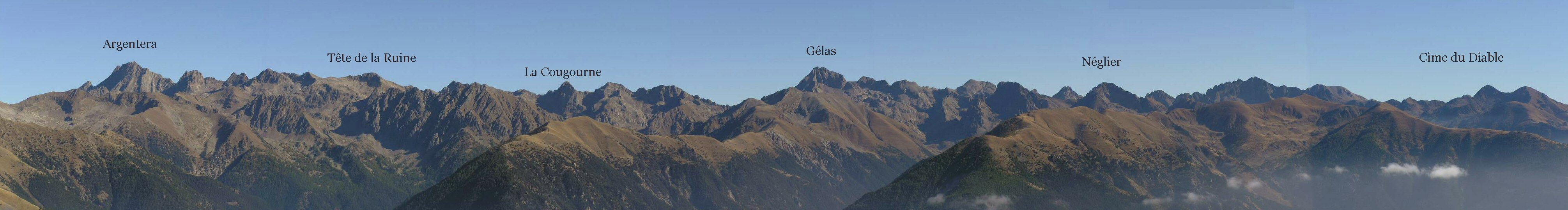
Situació del Cim de Gelàs (al centre de la foto) a la serra del Mercantour